# Three Steps to Heaven
Three Steps to Heaven foi uma soap opera criada por Irving Vendig e exibida originalmente pela NBC, entre 3 de Agosto de 1953 e 31 de Dezembro de 1954.
A trama do seriado era centrada em Mary Claire "Pogo" Thurmond, que havia se mudado de sua pequena cidade no interior da Nova Inglaterra para Nova Iorque, com a esperança de se tornar uma modelo reconhecida internacionalmente.